# سان پدرو دل پیناتار
سان پِدرو دِل پیناتار (به اسپانیایی: San Pedro del Pinatar) یکی از شهرداری‌های کومارکای شرقی و در بخش خودمختار مورسیا در کشور اسپانیا قرار دارد. تا سال ۲۰۰۸ مساحت این شهرداری ۲۲٫۳۲ کیلومتر مربع و جمعیت آن ۲۳۷۳۸ تَن می‌باشد.